# F.C. København sæson 2018-19
F.C. København sæson 2018-19 er F.C. Københavns 27. sæson i træk i den bedste danske fodboldrække, den 27. i træk i Superligaen, og den 27. som fodboldklub. Udover Superligaen, deltager klubben i DBU Pokalen og UEFA Europa League. Det er yderligere den 18. sæson i træk, hvor klubben skal spille europæisk. Det er den sjette sæson i træk med cheftræner Ståle Solbakken.

## Stab
| Jobbeskrivelse  | Navn            |
| --------------- | --------------- |
| Manager         | Ståle Solbakken |
| Assistenttræner | Brian Priske    |
| Direktør        | Jan Harrit      |

Sidst opdateret: 6. juni 2017.
Kilde: http://fck.dk

## Trup
| Nr. | Land       | Position | Spiller                         |
| --- | ---------- | -------- | ------------------------------- |
| 1   | Danmark    | MM       | Stephan Andersen                |
| 2   | Norge      | FO       | Tom Høgli                       |
| 3   | Sverige    | FO       | Pierre Bengtsson                |
| 4   | Sverige    | FO       | Sotirios Papagiannopoulos       |
| 5   | Sverige    | FO       | Erik Johansson                  |
| 6   | Danmark    | MI       | William Kvist (Anfører)         |
| 7   | Danmark    | AN       | Viktor Fischer (fodboldspiller) |
| 9   | Paraguay   | AN       | Federico Santander              |
| 10  | Grækenland | MI       | Zeca                            |
| 11  | Serbien    | AN       | Andrija Pavlović                |
| 14  | Senegal    | AN       | Dame N'Doye                     |
| 15  | Sverige    | FO       | Mikael Antonsson                |
| 16  | Slovakiet  | MI       | Ján Greguš                      |

| Nr. | Land     | Position | Spiller          |
| --- | -------- | -------- | ---------------- |
| 18  | Danmark  | FO       | Mads Roerslev    |
| 20  | Danmark  | FO       | Nicolai Boilesen |
| 21  | Finland  | MM       | Jesse Joronen    |
| 22  | Danmark  | FO       | Peter Ankersen   |
| 25  | Sverige  | MM       | Robin Olsen      |
| 26  | Danmark  | MI       | Carlo Holse      |
| 27  | Tjekkiet | FO       | Michael Lüftner  |
| 28  | Cypern   | AN       | Pieros Sotiriou  |
| 29  | Danmark  | MI       | Robert Skov      |
| 33  | Danmark  | MI       | Rasmus Falk      |
| 41  | Danmark  | MM       | Kim Christensen  |
| --  | Danmark  | MI       | Nicolaj Thomsen  |

### Transferer

#### Ind
| No. | Pos | Spiller                   | Skiftet fra   | Type            | Dato          | Beløb         | Kilde           |
| --- | --- | ------------------------- | ------------- | --------------- | ------------- | ------------- | --------------- |
| --  | AN  | Baskim Kadrii             | Randers FC    | Lejeaftale slut | 13. juni 2018 |               | [kilde mangler] |
| 21  | MM  | Jesse Joronen             | AC Horsens    | Transfer        | 13. juni 2018 |               | [kilde mangler] |
| 4   | FO  | Sotirios Papagiannopoulos | Östersunds FK | Transfer        | 13. juni 2018 |               | [ 1 ]           |
| 14  | AN  | Dame N'Doye               | Trabzonspor   | Fri transfer    | 2. juli 2018  |               | [ 2 ]           |
| --  | AN  | Kenan Kodro               | Mainz 05      | Transfer        | ? juni 2018   |               | [kilde mangler] |
| --  | FO  | Andreas Bjelland          | Brentford FC  | Fri Transfer    | 8. juli 2018  | Kontraktudløb | [kilde mangler] |

Sidst opdateret: 2. juli 2018
Kilde: fck.dk

#### Ud
| No. | Pos | Spiller            | Skiftet til    | Type         | Dato          | Beløb         | Kilde |
| --- | --- | ------------------ | -------------- | ------------ | ------------- | ------------- | ----- |
|     | FO  | Mikael Antonsson   |                | Kontrakudløb | 30. juni 2018 | Karrierestop  |       |
| 8   | MI  | Uros Matic         | Austria Wien   | Udleje       | 30. juni 2018 |               | [ 3 ] |
| 5   | FO  | Erik Johansson     | Djurgårdens IF |              | 30. juni 2018 |               |       |
|     | MM  | Laszlo Köteles     | ukendt         |              | 30. juni 2018 |               |       |
|     | MI  | Youssef Toutouh    | ukendt         | Fri transfer | 30. juni 2018 | Kontraktudløb |       |
|     | AN  | Federico Santander | Bologna        |              | 30. juni 2018 |               |       |

Sidst opdateret: 16. maj 2018
Kilde: fck.dk

## Turneringer

### Samlet
| Turnering      | Statistik | Statistik | Statistik | Statistik | Statistik | Statistik | Statistik | Statistik | Statistik |
| Turnering      | K         | V         | U         | T         | MF        | MM        | MF        | Sejr %    |           |
| -------------- | --------- | --------- | --------- | --------- | --------- | --------- | --------- | --------- | --------- |
| Alka Superliga | 0         | 0         | 0         | 0         | 0         | 0         | +0        | —         |           |
| DBU Pokalen    | 0         | 0         | 0         | 0         | 0         | 0         | +0        | —         |           |
| Europa League  | 0         | 0         | 0         | 0         | 0         | 0         | +0        | —         |           |
| Total          | 0         | 0         | 0         | 0         | 0         | 0         | +0        | —         |           |

### Superligaen

#### Grundspil
| Pos | Hold           | K  | V  | U | T  | M+ | M- | MF  | P  | Kvalifikation eller nedrykning |
| --- | -------------- | -- | -- | - | -- | -- | -- | --- | -- | ------------------------------ |
| 1   | FC København   | 26 | 19 | 4 | 3  | 65 | 23 | +42 | 61 | Mesterskabsslutspil            |
| 2   | FC Midtjylland | 26 | 18 | 6 | 2  | 62 | 26 | +36 | 60 | Mesterskabsslutspil            |
| 3   | OB             | 26 | 12 | 6 | 8  | 35 | 31 | +4  | 42 | Mesterskabsslutspil            |
| 4   | Brøndby        | 26 | 11 | 5 | 10 | 44 | 40 | +4  | 38 | Mesterskabsslutspil            |
| 5   | Esbjerg fB     | 26 | 11 | 5 | 10 | 32 | 35 | −3  | 38 | Mesterskabsslutspil            |

#### Resultatoverblik
| Samlet | Samlet | Samlet | Samlet | Samlet | Samlet | Samlet | Samlet | Hjemme | Hjemme | Hjemme | Hjemme | Hjemme | Hjemme | Ude | Ude | Ude | Ude | Ude | Ude |
| K      | V      | U      | T      | MF     | MI     | MD     | P      | V      | U      | T      | MF     | MI     | MD     | V   | U   | T   | MF  | MI  | MD  |
| ------ | ------ | ------ | ------ | ------ | ------ | ------ | ------ | ------ | ------ | ------ | ------ | ------ | ------ | --- | --- | --- | --- | --- | --- |
| 0      | 0      | 0      | 0      | 0      | 0      | 0      | 0      | 0      | 0      | 0      | 0      | 0      | 0      | 0   | 0   | 0   | 0   | 0   | 0   |

Sidst opdateret: 1. juni 2018
Kilde:brondby.com

#### Resultater efter hver runder
| Runde     | 1 | 2 | 3 | 4 | 5 | 6 | 7 | 8 | 9 | 10 | 11 | 12 | 13 | 14 | 15 | 16 | 17 | 18 | 19 | 20 | 21 | 22 | 23 | 24 | 25 | 26 |
| --------- | - | - | - | - | - | - | - | - | - | -- | -- | -- | -- | -- | -- | -- | -- | -- | -- | -- | -- | -- | -- | -- | -- | -- |
| Stadion   |   |   |   |   |   |   |   |   |   |    |    |    |    |    |    |    |    |    |    |    |    |    |    |    |    |    |
| Resultat  |   |   |   |   |   |   |   |   |   |    |    |    |    |    |    |    |    |    |    |    |    |    |    |    |    |    |
| Placering |   |   |   |   |   |   |   |   |   |    |    |    |    |    |    |    |    |    |    |    |    |    |    |    |    |    |

Sidst opdateret: 1. juni 2018.
Kilde: Superligaen 2018-19

Stadion: U = Udebane; H = Hjemmebane. 
Resultat: U = Uafgjort; N = Nederlag; V - Vundet; Ud = Udsat.

#### Grundspilskampe
F.C. København's kampe i grundspillet i sæsonen 2018-19.
      Sejr       Uafgjort       Nederlag
| 16. juli 2018 Runde 1 | F.C. København                                                   | 1–2         | AC Horsens                                                                        | Østerbro                                                                      |
| 18:00                 | Fischer 77' · Ankersen 82' · Falk 85' (Boilsen) · Boilesen 90+4' | FCK Summary | Jacobsen 52' 67' · Borring 54' · Hansson 59' · Nymann 71' · Qvist 82' · Delač 90' | Stadion: Telia Parken Tilskuere: 11.890 Dommer: Mads-Kristoffer Kristoffersen |

| 23. juli 2018 Runde 2 | Hobro IK                  | 0–3 | F.C. København                      | Hobro                                                                 |
| 19:00                 | Putros 48' Gotfredsen 86' |     | Fischer 30' · Skov 71' (N'Doye) 87' | Stadion: DS Arena Tilskuere: 3.511 Dommer: Jørgen Daugbjerg Burchardt |

| 29. juli 2018 Runde 3 | F.C. København                                                                     | 4–0         | AaB | Østerbro                                                         |
| 18:00                 | N'Doye 6' (Fischer) 15' (Skov) 22' (Fischer) · Skov 59' · Fischer 90+2' (Ankersen) | FCK Summary |     | Stadion: Telia Parken Tilskuere: 12.012 Dommer: Michael Tykgaard |

| 5. august 2018 Runde 4 | OB                                         | 0–1         | F.C. København | Odense                                                                 |
| 16:00                  | Fischer 57' · Falk 58' · N'Doye 85' (Falk) | FCK Summary | Drachmann 82'  | Stadion: Nature Energy Park Tilskuere: 9.389 Dommer: Jens Grabski Maae |

| 12. august 2018 Runde 5 | F.C. København                                                     | 3–1         | Brøndby IF                                                                                       | Østerbro                                                         |
| 16:00                   | Skov 35' · Zeca 75' · Thomsen 77' (Fischer) · Fischer 81' (N'Doye) | FCK Summary | Radošević 24' · Röcker 34' · Erceg 51' (Wilczek) 87' · Tibbling 70' · Fisker 84' · Mukhtar 90+2' | Stadion: Telia Parken Tilskuere: 27.248 Dommer: Peter Kjærsgaard |

| 19. august 2018 Runde 6 | AGF                     | 1–1         | F.C. København         | Aarhus                                                         |
| 16:00                   | Stage 38' (Bundu) 90+5' | FCK Summary | Fischer 90+2' (N'Doye) | Stadion: Ceres Park Tilskuere: 15.778 Dommer: Michael Tykgaard |

| 26. august 2018 Runde 7 | F.C. København                                                        | 3–2         | SønderjyskE                                                                            | Østerbro                                                     |
| 16:00                   | Greguš 30' (Bengtsson) · Holse 40' (Fischer) · Vavro 44' · N'Doye 75' | FCK Summary | Lieder 12' (Poulsen) 44' · Luijckx 24' · Pedersen 44' · Jónsson 77' · Fredericksen 83' | Stadion: Telia Parken Tilskuere: 11.544 Dommer: Jakob Kehlet |

| 2. september 2018 Runde 8 | Esbjerg fB | 0–2         | F.C. København                    | Esbjerg                                                    |
| 16:00                     | Kauko 82'  | FCK Summary | N'Doye 7' (Fischer) · Fischer 19' | Stadion: Blue Water Arena Tilskuere: 9.841 Dommer: Poulsen |

| 16. september 2018 Runde 9 | FC Midtjylland                                                            | 3–1         | F.C. København                                                  | Herning                                                                    |
| 18:00                      | Poulsen 15' (pen) · Onuachu 61' (Mabil) · Dal Hende 83' · Andersson 90+1' | FCK Summary | Joronen 15' · Ankersen 69' · N'Doye 74' (Fischer) · Fischer 87' | Stadion: MCH Arena Tilskuere: 10.973 Dommer: Mads-Kristoffer Kristoffersen |

| 23. september 2018 Runde 10 | F.C. København                              | 2–1         | FC Nordsjælland                                         | Østerbro                                                          |
| 16:00                       | Skov 10' (Fischer) · Fischer 59' (Ankersen) | FCK Summary | Christensen 34' · Olsen 50' (Christensen) · Jenssen 63' | Stadion: Telia Parken Tilskuere: 22.025 Dommer: Jens Grabski Maae |

| 30. september 2018 Runde 11 | Vendsyssel FF                           | 2–1         | F.C. København                                    | Hjørring                                                         |
| 12:00                       | Thorsteinsson 76' · Knudsen 79' (Ogude) | FCK Summary | Skov 25' (Fischer) · Joronen 78' · Sotiriou 90+9' | Stadion: Nord Energi Arena Tilskuere: 2.554 Dommer: Jakob Kehlet |

| 7. oktober 2018 Runde 12 | F.C. København                                                                        | 4–0         | Randers FC            | Østerbro                                                                   |
| 16:00                    | N'Doye 31' (Skov) · Sotiriou 57' (Boilesen) · Skov 64' (Ankersen) · Kodro 84' (Holse) | FCK Summary | Kallesøe 40' Riis 69' | Stadion: Telia Parken Tilskuere: 14.129 Dommer: Jørgen Daugbjerg Burchardt |

| 21. oktober 2018 Runde 13 | Vejle BK                                           | 1–3         | F.C. København                                                   | Vejle                                                             |
| 16:00                     | Louati 34' (Hallberg) · Sousa 45+1' · Hallberg 51' | FCK Summary | N'Doye 72' (Vavro) · Skov 74' (Bjelland) · Sotiriou 90+3' (Skov) | Stadion: Vejle Stadion Tilskuere: 9.138 Dommer: Jens Grabski Maae |

| 28. oktober 2018 Runde 14 | F.C. København                                                       | 4–2         | AGF                                            | Østerbro                                                         |
| 16:00                     | Skov 22', 52' · Bjelland 60' · Boilesen 79' (Sotiriou) · Fischer 80' | FCK Summary | Ankersen 2' (Mikanović) · Stage 55' (Sana) 65' | Stadion: Telia Parken Tilskuere: 12.856 Dommer: Peter Kjærsgaard |

| 4. november 2018 Runde 15 | Brøndby IF                        | 0–1         | F.C. København    | Brøndby                                                             |
| 12:30                     | Radošević 39' Kaiser 56' Jung 83' | FCK Summary | Wind 90+1' (Skov) | Stadion: Brøndby Stadion Tilskuere: 20.731 Dommer: Michael Johansen |

| 11. november 2018 Runde 16 | AaB                                                      | 1–1         | F.C. København                                               | Aalborg                                                                  |
| 16:00                      | Abildgaard 26' · Andersen 58' (Ahlmann) · Thellufsen 80' | FCK Summary | Bjelland 38' · Greguš 45+3' · N'Doye 83' (Falk) · Falk 90+3' | Stadion: Aalborg Portland Park Tilskuere: 6.947 Dommer: Michael Tykgaard |

| 25. november 2018 Runde 17 | F.C. København                                             | 2–1         | FC Midtjylland                                 | Østerbro                                                     |
| 18:00                      | Skov 34' (pen) · Ankersen 41' · Bengtsson 80' · Greguš 82' | FCK Summary | Dal Hende 74' · Greguš 78' (sm.) · Poulsen 90' | Stadion: Telia Parken Tilskuere: 18.553 Dommer: Jakob Kehlet |

| 2. december 2018 Runde 18 | AC Horsens                                          | 1–6         | F.C. København                                                                                            | Horsens                                                               |
| 16:00                     | Delač 20' · Hansson 45+4' (Frantsen) · Jacobsen 68' | FCK Summary | Skov 23' 66' (Boilesen) 90' (Falk) · N'Doye 28' (Zeca) · Greguš 39' · Wind 64' (Boilesen) 71' (Bengtsson) | Stadion: CASA Arena Horsens Tilskuere: 3.217 Dommer: Peter Kjærsgaard |

| 9. december 2018 Runde 19 | F.C. København                                  | 3–0         | Esbjerg fB              | Østerbro                                                          |
| 16:00                     | N'Doye 4' (Ankersen) · Skov 45' (pen) 56' (pen) | FCK Summary | Højbjerg 44' Austin 56' | Stadion: Telia Parken Tilskuere: 11.193 Dommer: Jens Grabski Maae |

| 16. december 2018 Round 20 | SønderjyskE     | 0–3         | F.C. København                                     | Haderslev                                                                    |
| 16:00                      | Frederiksen 61' | FCK Summary | Skov 12' (Ankersen) 42' (Ankersen) 62' · Kvist 81' | Stadion: Sydbank Park Tilskuere: 5.142 Dommer: Mads-Kristoffer Kristoffersen |

| 10. februar 2019 Runde 21 | F.C. København                                                                                    | 6–1         | OB                                                            | Østerbro                                                                      |
| 18:00                     | Thomsen 22' · Ankersen 30' (Skov) · Skov 45' 78' 90+3' (pen) · Zeca 52' · Boilsen 59' · Vavro 66' | FCK Summary | Drachmann 44' · Laursen 60' (Lund) · Leeuwin 77' · Lund 90+2' | Stadion: Telia Parken Tilskuere: 15.164 Dommer: Mads-Kristoffer Kristoffersen |

| 17. februar 2019 Runde 22 | Randers FC        | 0–2         | F.C. København                                 | Randers                                                                    |
| 16:00                     | Riis Jakobsen 75' | FCK Summary | Falk 22' (Skov) · Zeca 29' · N'Doye 78' (Falk) | Stadion: BioNutria Park Randers Tilskuere: 5.477 Dommer: Jens Grabski Maae |

| 24. februar 2019 Runde 23 | F.C. København                            | 1–1         | Vendsyssel FF                                           | Østerbro                                                         |
| TBD                       | Zeca 28' · Falk 61' (Wind) · Sotiriou 77' | FCK Summary | Júnior 16', 44' · Opondo 31' · Konaté 39' · Knudsen 85' | Stadion: Telia Parken Tilskuere: 11.116 Dommer: Michael Johansen |

| 3. marts 2019 Runde 24 | F.C. København                                               | 2–0         | Vejle                     | Østerbro                                                     |
| 16:00                  | Wind 11' (Ankersen) · Zeca 34' · Skov 45+1' (pen) · Falk 87' | FCK Summary | Finnbogason 81' Sousa 88' | Stadion: Telia Parken Tilskuere: 13.906 Dommer: Morten Krogh |

| 10. marts 2019 Runde 25 | FC Nordsjælland                                              | 2–2         | F.C. København                  | Farum                                                                            |
| TBD                     | Jenssen 47' (Nelsson) 88' · Nelsson 58' · Olsen 67' (Donyoh) | FCK Summary | N'Doye 38' (Fischer) · Skov 80' | Stadion: Right to Dream Park Tilskuere: 8.353 Dommer: Jorgen Daugbjerg Burchardt |

| 17. marts 2019 Runde 26 | F.C. København                               | 2–2         | Hobro IK                                 | Østerbro                                                         |
| 17:00                   | Skov 13' · N'Doye 56' (Bengtsson) · Wind 85' | FCK Summary | Babayan 4' · Damborg 11' · Mikkelsen 68' | Stadion: Telia Parken Tilskuere: 16.143 Dommer: Michael Tykgaard |

### DBU Pokalen
Sejr       Uafgjort       Nederlag
|  | F.C. København |  | ukendt |  |
|  |                |  |        |  |

### UEFA Europa League
Sejr       Uafgjort       Nederlag

#### Første kvalifikationsrunde
| 12. juli 2018 1. kval runde, første kamp | KuPS | 0 - 1   | F.C. København | Kuopio                                                                              |
| 18:00 (19:00 EEST)                       |      | Rapport | - 65' Skov     | Stadion: Kuopio Football Stadium Tilskuere: 2.890 Dommer: Kirill Levnikov (Rusland) |

| 19. juli 2018 1. kval runde, returkamp | F.C. København         | 1 - 1 (2 - 1 agg.) | KuPS                            | Østerbro                                                                  |
| 20:00                                  | - Vavro 81' (str.) 81' | Rapport            | - 51' Rexhepi - 75' Karjalainen | Stadion: Parken Tilskuere: 7.145 Dommer: Vilhjalmur Thorarinsson (Island) |

#### Anden kvalifikationsrunde
| 26. juli 2018 2. kval runde, første kamp | Stjarnan | 0 – 2   | F.C. København            | Garðabær                                                                      |
| 21:00 (19:00 WET)                        |          | Rapport | - Kodro 52' - Fischer 58' | Stadion: Stjörnuvöllur Tilskuere: 1.050 Dommer: Robert Schörgenhofer (Østrig) |

| 2. august 2018 2. kval runde, returkamp | F.C. København                                 | 5 – 0 (7 - 0 agg.) | Stjarnan | Østerbro                                                        |
| 20:00                                   | - Fischer 4' - Holse 24' - Kodro 39', 47', 74' | Rapport            |          | Stadion: Parken Tilskuere: 8.726 Dommer: Paul Tierney (England) |

#### Tredje kvalifikationsrunde
| 9. august 2018 3. kval runde, første kamp | CSKA Sofia |         | F.C. København | Sofia                            |
| 21:00                                     |            | Rapport |                | Stadion: Balgarska Armia Stadion |

| 16. august 2018 3. kval runde, returkamp | F.C. København |         | CSKA Sofia | Østerbro        |
| 20:00                                    |                | Rapport |            | Stadion: Parken |

### Træningskampe
Sejr       Uafgjort       Nederlag
| 27. juni | FC København                    | 2 - 3   | Lyngby BK                                 | Frederiksberg                                                  |
| 13:00    | - Skov 30' (str.) - Kirkeby 37' | Rapport | - 10' Marcussen - 45' Kjær - 85' Stückler | Stadion: Træningsanlægget Nummer 10 Dommer: Peter Munch Larsen |

| 1. juli 2018 | Sturm Graz            | 1 - 0   | F.C. København | Ilz, Østrig                                                      |
| 17:30        | - Jantscher 2' (str.) | Rapport |                | Stadion: Stadion Ilz Tilskuere: 750 Dommer: Rene Eisner (Østrig) |

| 4. juli 2018 | NK Maribor | 0 - 0   | F.C. København | Murska Sobota, Slovenien                                              |
| 18:00        |            | Rapport |                | Stadion: Bakovci Stadion Tilskuere: 100 Dommer: Simon Grlec Slovenien |

| 7. juli 2018 | CSKA Moskva        | 1 - 4   | F.C. København                                  | Loipersdorf, Østrig                            |
| 18:00        | - Gordyushenko 56' | Rapport | - 6' Falk - 20' Kodro - 61' Gregus - 70' Kadrii | Stadion: Waldstadion Dietersdorf Tilskuere: 75 |

## Statistik
Oversigten er opdateret til og med 1. juni 2018

### Antal kampe
| Pos | Nr. | Spiller | Superligaen | Superligaen  | DBU Pokalen | DBU Pokalen  | Europa | Europa       | Total | Total        |
| Pos | Nr. | Spiller | Start       | Indskiftning | Start       | Indskiftning | Start  | Indskiftning | Start | Indskiftning |
| --- | --- | ------- | ----------- | ------------ | ----------- | ------------ | ------ | ------------ | ----- | ------------ |
|     |     | ukendt  | 0           | 0            | 0           | 0            | 0      | 0            | 0     | 0            |

### Topscorer
| Rnk | Pos | Nr. | Spiller | Superligaen | DBU Pokalen | Europa League | Total |
| --- | --- | --- | ------- | ----------- | ----------- | ------------- | ----- |
| 1   |     |     | ukendt  |             |             |               |       |
| N/A | N/A | N/A | Selvmål |             |             |               |       |

### Assist
| Rnk | Pos | Nr. | Spiller | Superligaen | DBU Pokalen | Europa | Total |
| --- | --- | --- | ------- | ----------- | ----------- | ------ | ----- |
| 1   |     |     | ukendt  |             |             |        |       |

### Rent Bur
| Rnk | Pos | Nr. | Spiller | Superligaen | Superligaen | DBU Pokalen | DBU Pokalen | Europa | Europa   | Total | Total    |
| Rnk | Pos | Nr. | Spiller | Kampe       | Rent bur    | Kampe       | Rent bur    | Kampe  | Rent bur | Kampe | Rent bur |
| --- | --- | --- | ------- | ----------- | ----------- | ----------- | ----------- | ------ | -------- | ----- | -------- |
| 1   | MM  |     | ukendt  |             |             |             |             |        |          |       |          |

### Kort
| Rnk | Pos | Nr. | Spiller | Superligaen | Superligaen | DBU Pokalen | DBU Pokalen | Europa    | Europa    | Total     | Total     |
| Rnk | Pos | Nr. | Spiller | Gult kort   | Rødt kort   | Gult kort   | Rødt kort   | Gult kort | Rødt kort | Gult kort | Rødt kort |
| --- | --- | --- | ------- | ----------- | ----------- | ----------- | ----------- | --------- | --------- | --------- | --------- |
|     |     |     | ukendt  |             |             |             |             |           |           |           |           |